# Glöcklehofkapelle

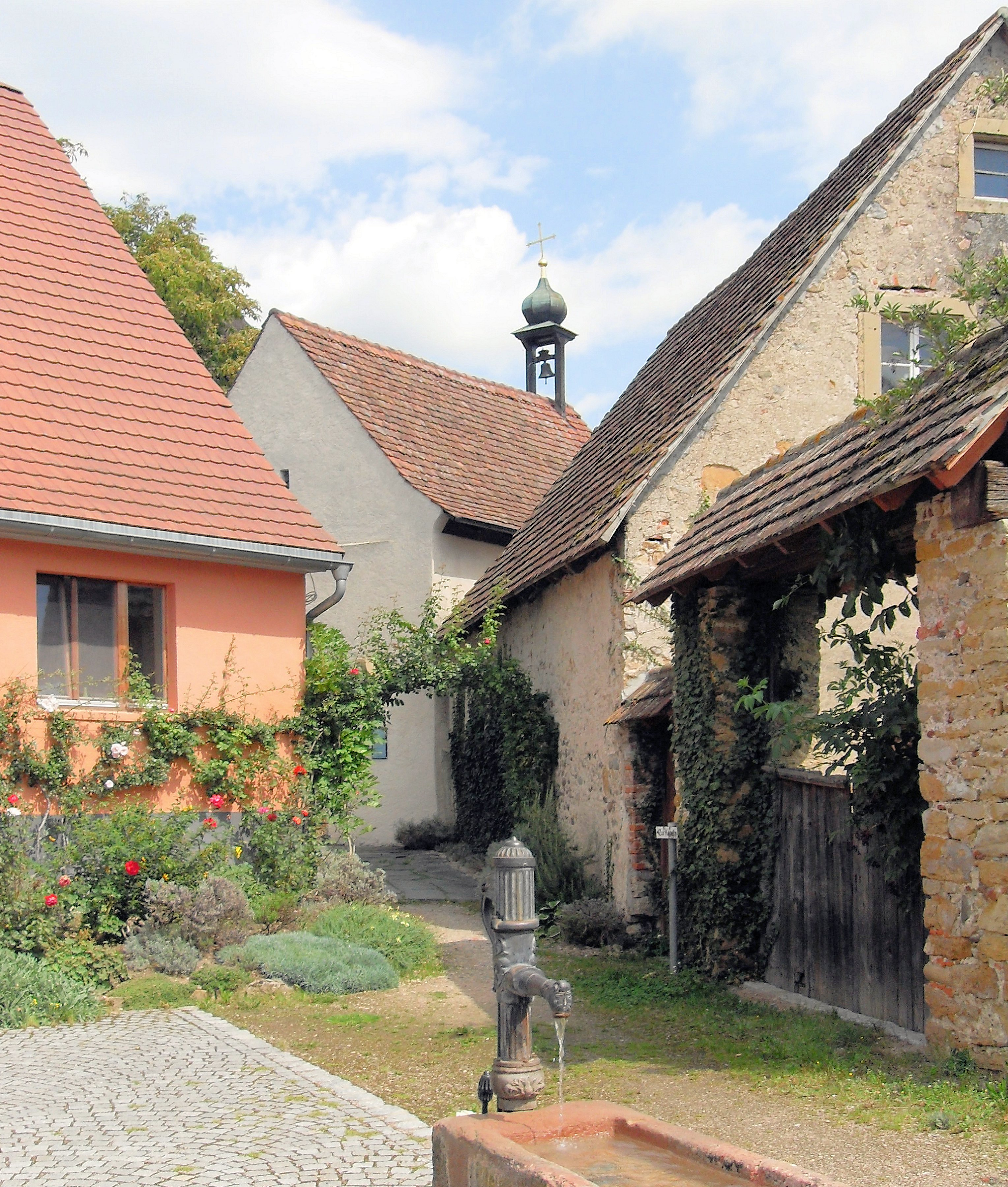
Die Glöcklehofkapelle zwischen Glöcklehof und St. Ulrichshof

Die Glöcklehofkapelle in Bad Krozingen ist das älteste erhaltene Bauwerk der Stadt, heute am südöstlichen Ortsrand an der Staufener Straße zwischen dem ehemaligen Hofgut „Glöcklehof“ und dem „St. Ulrichshof“ gelegen

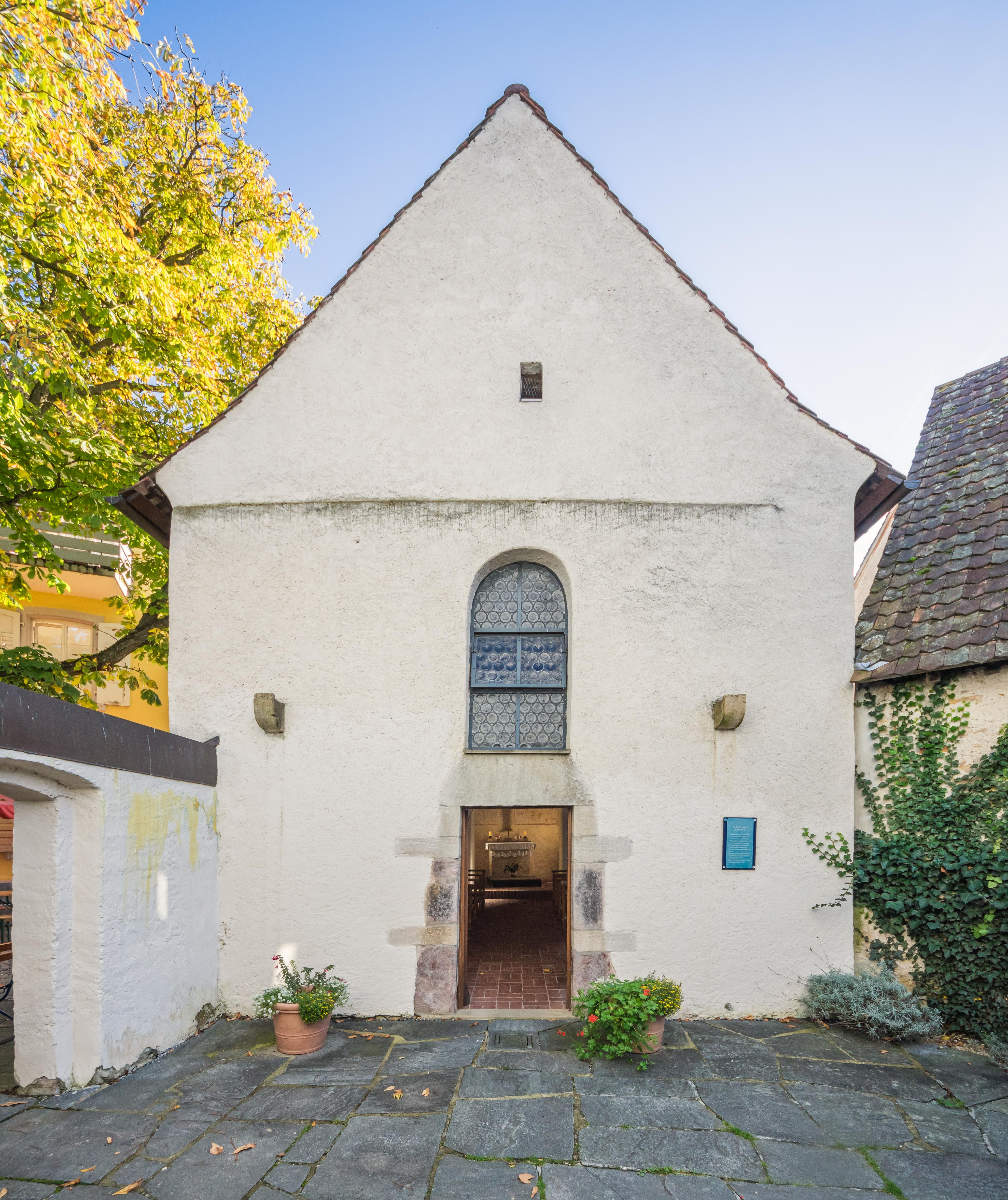
Glöcklehofkapelle, Westfassade

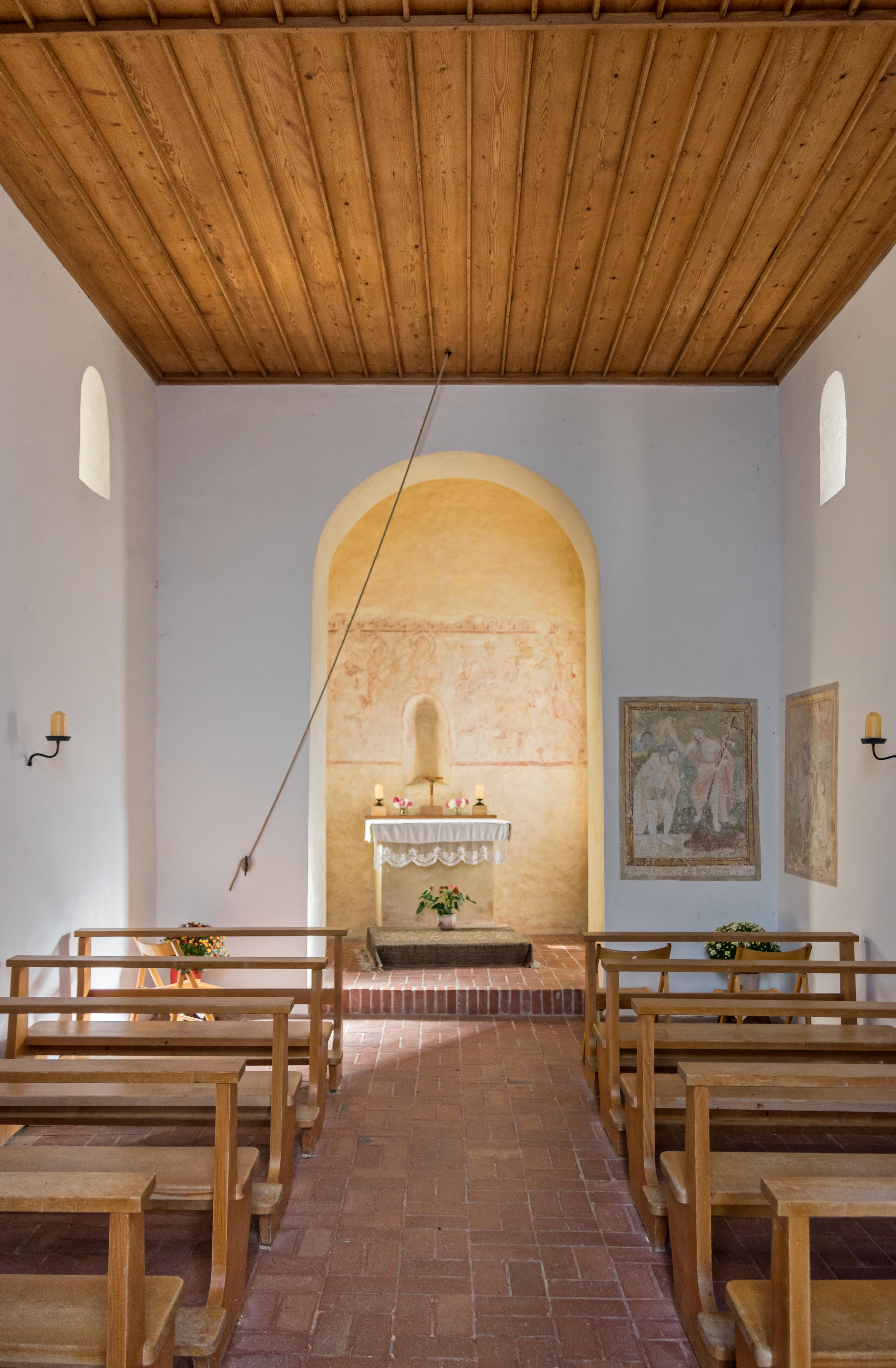
Innenraum der Kapelle

## Geschichte
Aus den spärlichen historischen Quellen ist zu entnehmen, dass der Ort Krozingen erstmals in einer in Krozingen unterzeichneten Urkunde des Benediktinerklosters St. Gallen um 799 als Scroccinca erwähnt wird, während der erste Hinweis auf einen landwirtschaftlichen Hof in Crozzingen in einer Urkunde vom 23. Oktober 1278 des 1077 gegründeten Augustinerchorherrenstifts Beuron enthalten ist. Im 13. Jahrhundert begann das Beuroner Kloster damit, seinen umfangreichen Streubesitz im Breisgau zusammenzufassen, wobei dem St. Ulrichshof eine zentrale Stellung als Dinghof zukam. Das in einer Urkunde vom 19. Januar 1312 ausdrücklich als St. Ulrichshof des Klosters Beuron bezeichnete Anwesen diente den Beuroner Chorherren auch als Gerichtsstätte und unterstand der Klosterschaffnerei in Freiburg. Durch eine weitere Urkunde vom 1. September 1382 ist erstmals auch eine Kapelle auf dem St. Ulrichshof des Klosters Beuron im Ortsteil Oberkrozingen nachgewiesen.
Das Areal des St. Ulrichshofs ist spätestens 1575 in einen „St. Ulrichshof“ und einen „Glöcklehof“ aufgeteilt worden, wobei die Grundstücksgrenze mitten durch die Kapelle verlief; dies ist die erste urkundliche Erwähnung des Glöcklehofs. In einer Urkunde von 1579 wird dann der Glöcklehof des Klosters Beuron noch einmal ausdrücklich als unser Hoff zu Krozingen, genannt der Glöcklin Hoff bezeichnet. Nach 1648 verkauft das Beuroner Kloster seinen gesamten Grundbesitz im Breisgau an einen Privatmann, der alles in Teilen weiter veräußert. Seit dem 18. Jahrhundert werden beide Anwesen unabhängig voneinander bewirtschaftet, der St. Ulrichshof weiterhin landwirtschaftlich.
Die Nutzung der Kapelle zu Gottesdiensten ist vom Spätmittelalter bis ins 19. Jahrhundert nachgewiesen. 1775 hat man die Glöcklehofkapelle barockisiert und mit einem neuen Altar ausgestattet, der von dem Konstanzer Generalvikar von Hornstein am 4. August 1775 dem heiligen Bischof Ulrich von Augsburg (890–973) geweiht wurde. Die im 19. Jahrhundert in Vergessenheit geratene Kapelle hat 1955 die Pfarrei Bad Krozingen erworben und in der Folgezeit wieder in den mittelalterlichen Zustand zurückversetzen lassen. Die 1993 vom Landesdenkmalamt Baden-Württemberg durchgeführten bauarchäologischen Untersuchungen haben die Besonderheiten der Kapelle und den Wert der mittelalterlichen Wandmalerei publik gemacht.
Die in älteren Forschungsberichten enthaltene Charakterisierung der Glöcklehofkapelle als Eigenkirche sowie ihre Funktion als Taufkapelle konnten nicht stichhaltig begründet werden.

## Patrozinium
Das ursprüngliche Patrozinium der Kapelle ist nicht bekannt. Als Kirchenpatrone denkbar wären Johannes der Täufer oder der heilige Bischof Ulrich von Augsburg (890–973), der anlässlich der Altarweihe im Jahr 1775 offiziell zum Schutzherrn und Namenspatron der Kapelle erhoben wurde. Die Meinung von Josef und Konrad Hecht, Kirchenpatron sei Ulrich von Zell (1029–1093) – auch Ulrich von Cluny – gewesen, hat sich als nicht haltbar erwiesen. Für Johannes den Täufer würde sprechen, dass dieser Heilige mit den bittend zu Christus erhobenen Händen (Deësis) auf dem aus der Erbauungszeit der Kapelle stammenden Fresko besonders groß und an zentraler Stelle abgebildet ist.

## Beschreibung der Kapelle
Die Kapelle steht noch heute zwischen den Gebäuden des Glöcklehofs und des St. Ulrichshofs. Es ist ein kleiner, nach Osten ausgerichteter Saalbau mit eingezogenem, nach Norden abgeknicktem Chor, ursprünglich auch noch mit einem Vorbau im Westen. Langhaus und Chor sind außen schlicht und ungegliedert; auf dem Dach des Langhauses wurde in der Barockzeit ein Dachreiter mit Glocke ergänzt.
Das flachgedeckte Kirchenschiff wird durch drei kleine Rundbogenfenster beiderseits belichtet. Der um eine Stufe erhöhte Chor hat in der Apsiswand ein – heute vermauertes – Rundbogenfenster und seitlich zwei große Rechteckfenster; die ursprüngliche Flachdecke im Chor wurde im 18. Jahrhundert durch ein Tonnengewölbe ersetzt.

## Beschreibung und Deutung der Wandmalerei
Es wird angenommen, dass die Kapelle bald nach ihrer Vollendung ausgemalt worden ist. Eine Übermalung des 16. Jahrhunderts hat man im 18. Jahrhundert mit weißer Tünche überzogen.
Ein glücklicher Zufall fügte es, dass im Sommer 1936 der Kurgast Albert Pfeffer, Pfarrer und kirchlicher Denkmalpfleger der damaligen Diözese Rottenburg, unter dem weißen Innenputz des Chorraums Reste alter Wandmalereien entdeckte.
Tatsächlich konnten an der östlichen Chorwand über dem Altar zwei Malschichten freigelegt werden. Die obere Schicht mit einer wenig qualitätvollen Malerei wurde abgelöst, die ältere Schicht gereinigt und fixiert.
Die Wandmalerei der untersten Schicht erstreckt sich über die ganze Breite der Apsis und umschließt das kleine Rundbogenfenster. Es handelt sich um eine rote Pinselvorzeichnung der ehemaligen Ausmalung in Seccotechnik auf ockerfarbenem Grund, die 1959/60 und 2009 schonend restauriert werden konnte. Von der ursprünglichen Ausmalung waren nur einzelne Farbreste in Rot, Ocker und Gelb vorgefunden worden.
Die außerdem heute sichtbaren beiden Fresken im Winkel von Chor und Südwand des Langhauses mit Darstellungen der Taufe Jesu im Jordan und der Mantelteilung des heiligen Martin stammen aus dem 17. Jahrhundert.

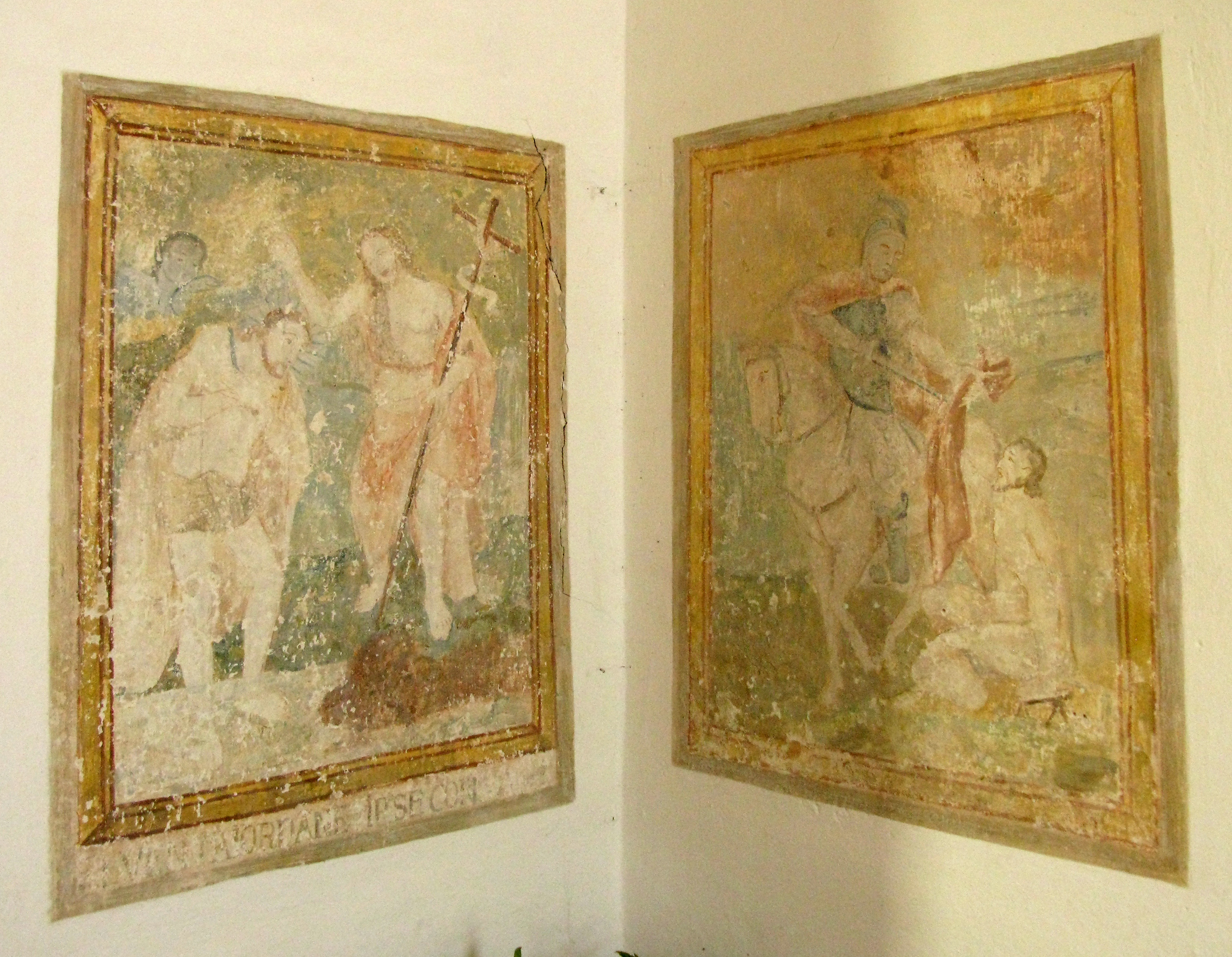
Fresken im Winkel von Chor und Südwand, 17. Jahrhundert
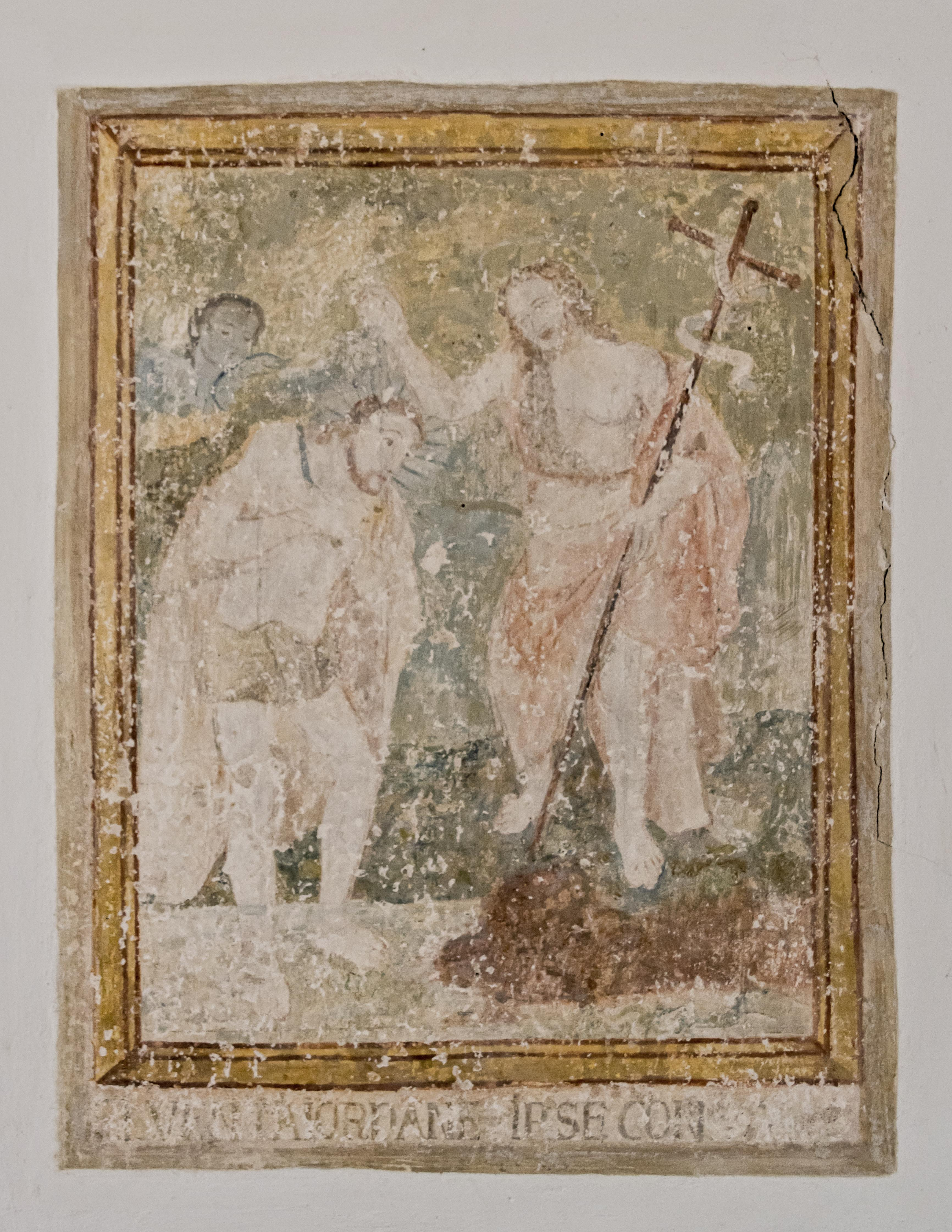
Taufe Jesu im Jordan
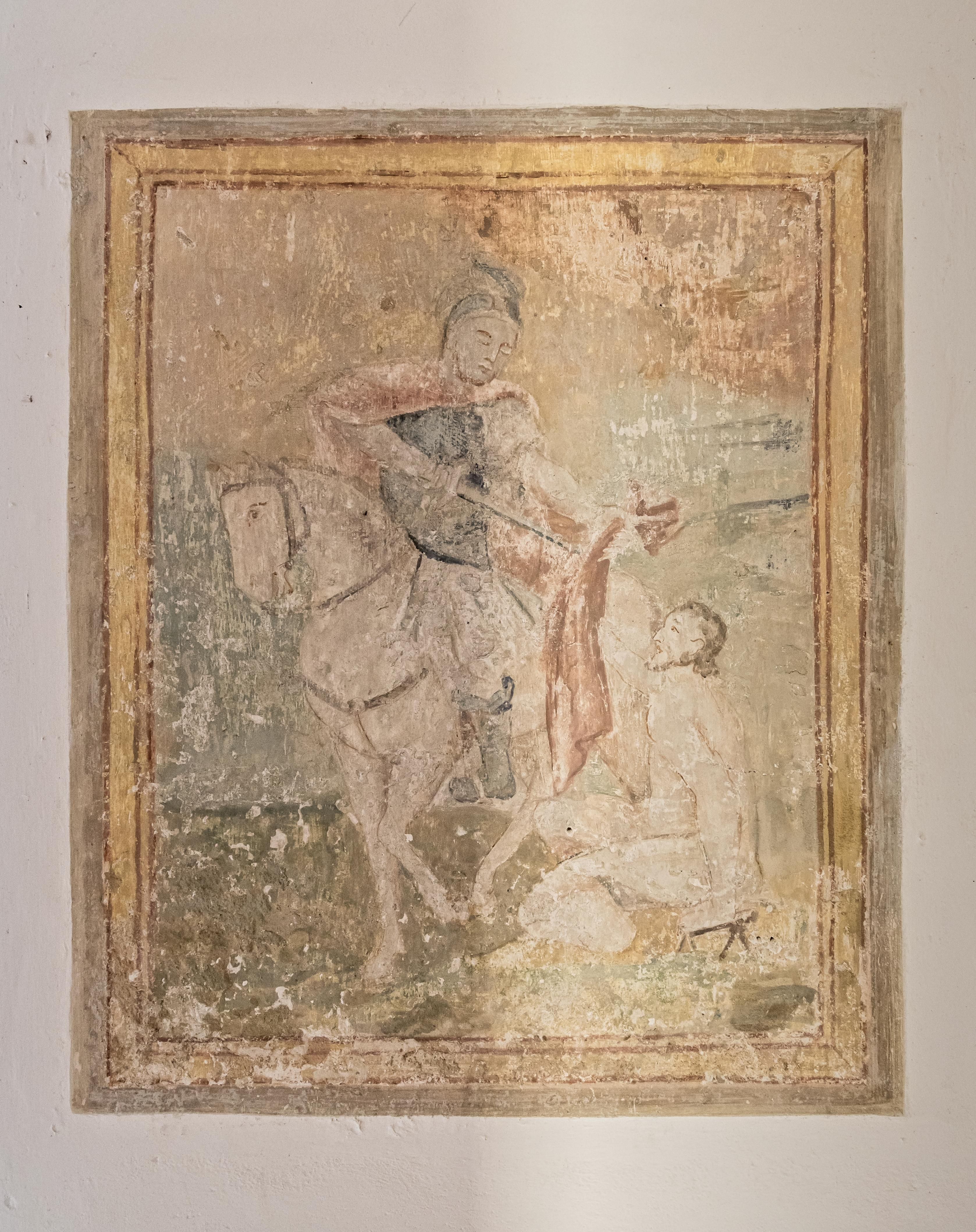
St. Martin teilt seinen Mantel

Auf dem Hauptbild der Apsiswand, das oben mit einem Mäanderband und unten mit einem breiten roten Farbstrich gerahmt wird, ist die Leidensgeschichte von Johannes dem Täufer dargestellt (Matthäus 14,6–10 und Markus 6,21–29): Im Zentrum oberhalb des Fensters der segnende Christus in einem Tondo als frontale Halbfigur mit Kreuznimbus und Buch; links die Enthauptung des Johannes, ein Engel mit seiner Seele (anima) und ein aufrecht stehender Heiliger mit zu Christus erhobenen Händen; rechts das Gastmahl des Herodes Antipas mit der tanzenden Salome und der Übergabe des Johannes-Hauptes. In der Laibung des Chorfensters ist das Opfer von Kain und Abel unter der Hand Gottes zu erkennen (Genesis 4,8).

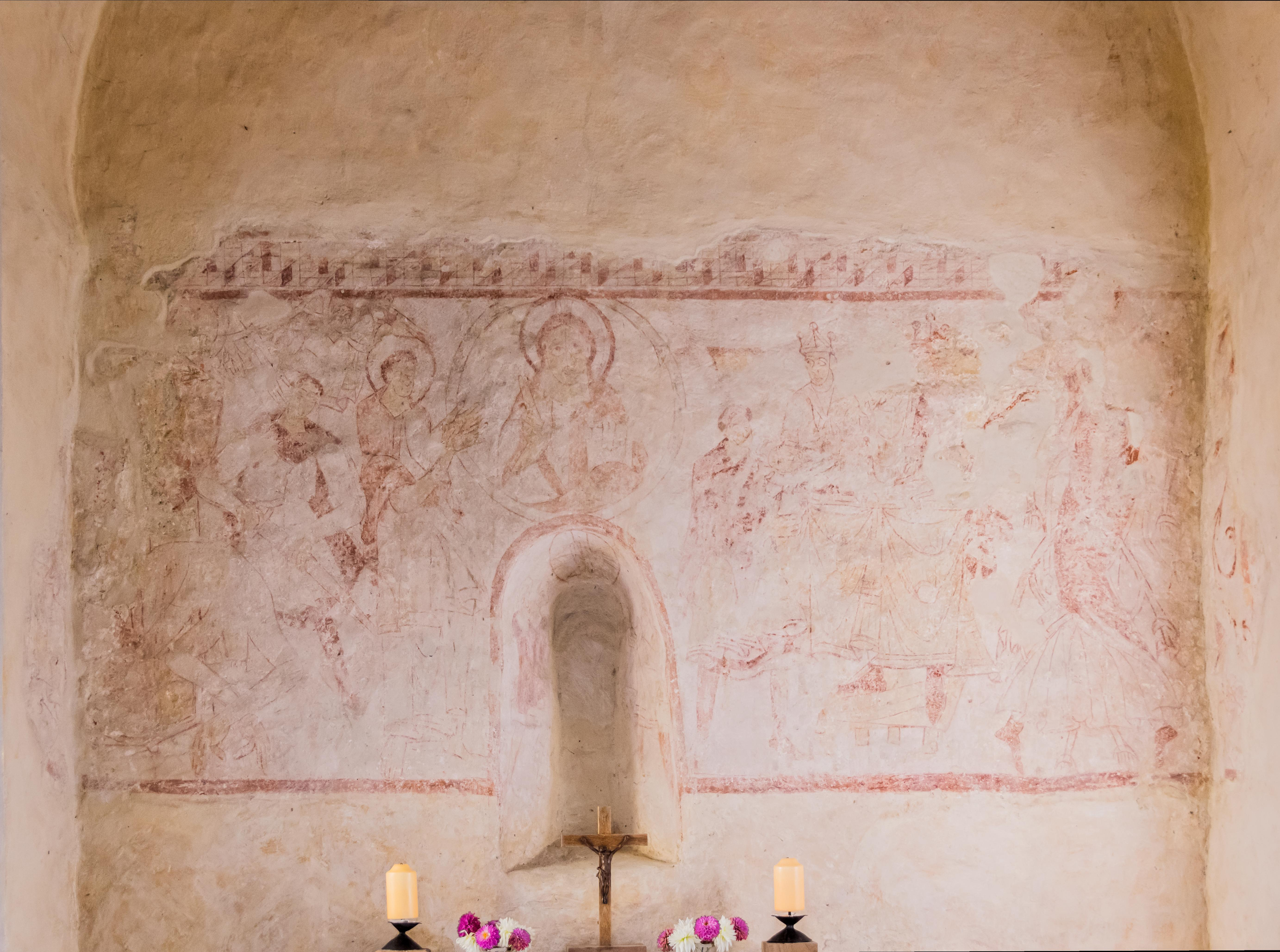
Fresko auf der Apsiswand über dem Altar, heutiger Zustand

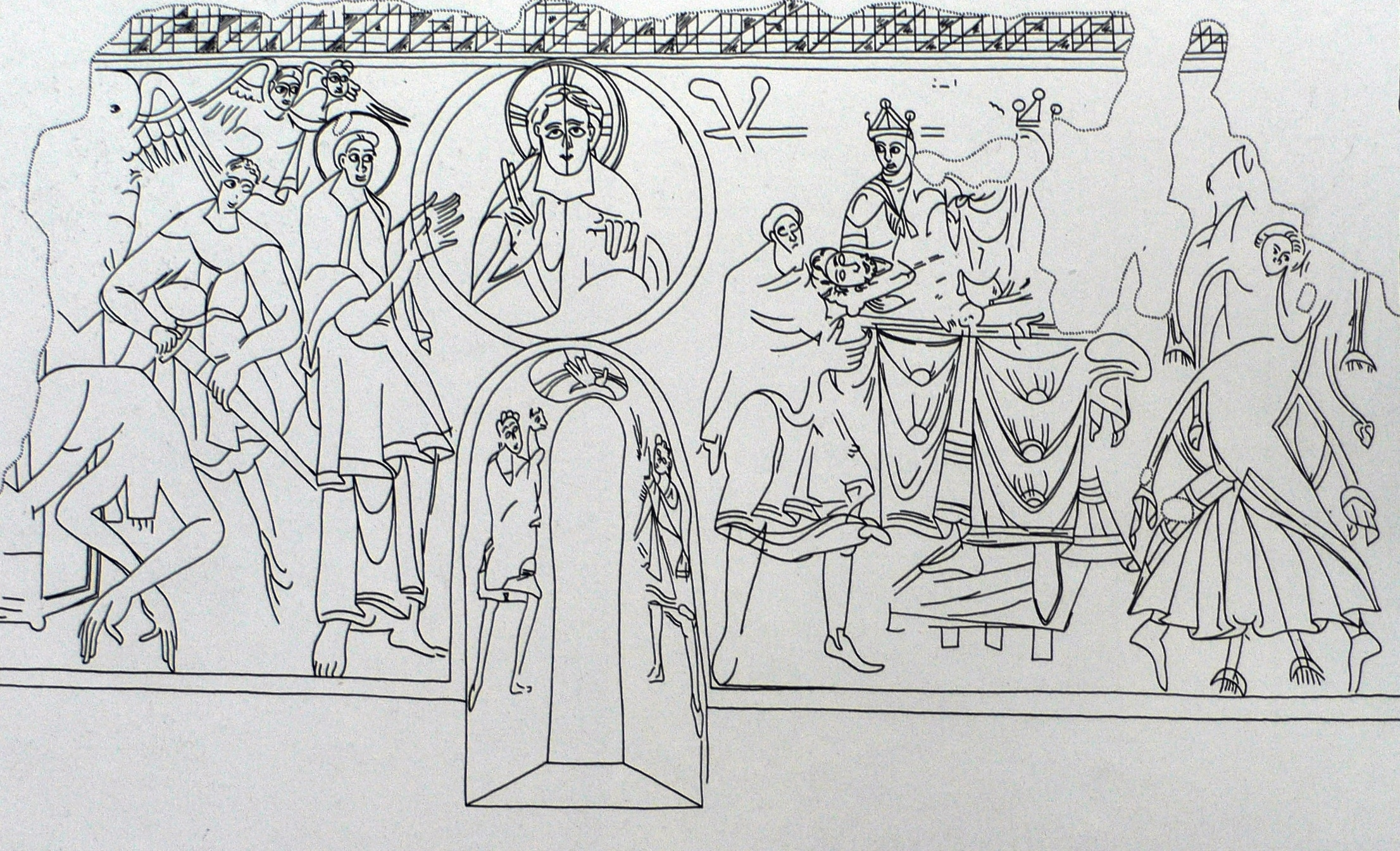
Fresko auf der Apsiswand, Nachzeichnung von Konrad Hecht

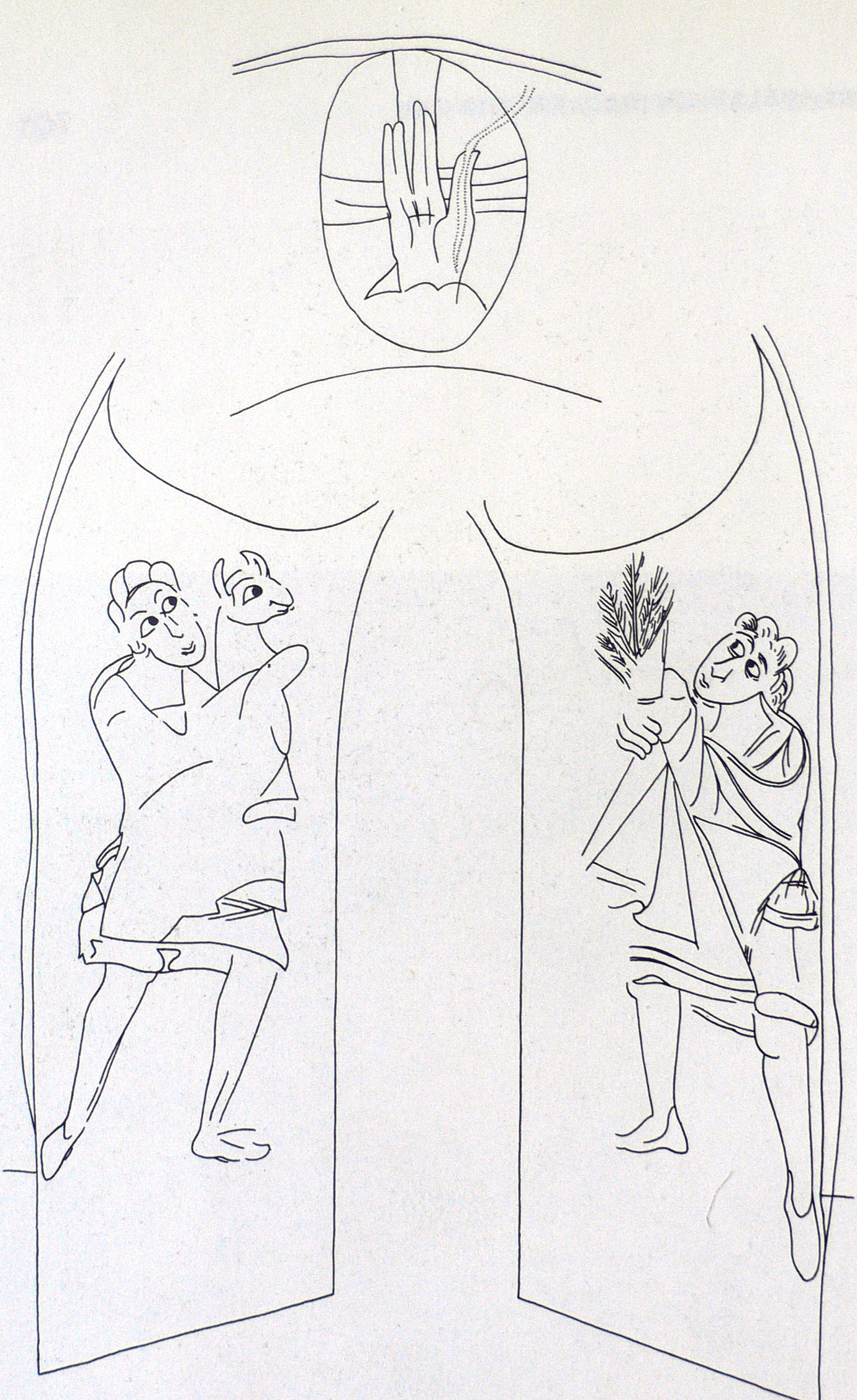
Opfer von Kain und Abel unter der Hand Gottes, Bad Krozingen

Die ikonografische Einordnung dieser Fresken konnte bis heute nicht eindeutig geklärt werden. Den überzeugendsten Versuch hat Eva Mongi-Vollmer unternommen. Sie untersucht zunächst die Einzelmotive und ordnet sie anschließend in ein Gesamtprogramm ein.
– Die kreisrunde Mandorla mit dem jugendlichen, bartlosen Christus als Majestas Domini bildet das Zentrum der ganzen Komposition. Der senkrechte Strich durch den Kopf Christi ist zu erklären als die in der Vorzeichnung noch sichtbar eingetragene Mittelachse.
– Darunter sind unter der geöffneten Hand Gottes die verschiedenen Arten der Opfer von Kain und Abel dargestellt. Dabei fällt auf, dass die (ehemalige) Lichtöffnung des Fensters an die Stelle eines gemalten Altars tritt, der reale Opferaltar aber unterhalb des Wandgemäldes steht. Abel bringt – mit verhüllten Händen – das gottgefällige Opfer dar, während das von Kain – mit unverhüllter rechter Hand – dargebrachte Opfer eines von Gott abgewandten Menschen nicht angenommen wird.
– Um welchen Heiligen es sich bei dem bartlosen Mann handelt, der sich mit bittend erhobenen Händen in die Mandorla hinein an Christus wendet, ist nicht mit Sicherheit zu sagen. Er ist wie ein frühchristlicher Presbyter gekleidet und trägt einen Nimbus, weist aber kein typisches Attribut auf. Von den meisten Fachleuten wird er für den sich selbst als Opfer darbringenden Johannes gehalten, zumal dieser vermutlich auch der ursprüngliche Kirchenpatron gewesen ist.
– Die beiden Teile des Wandbildes seitlich der Mandorla enthalten die Geschichte der Passion des Täufers, allerdings nicht in chronologischer Folge, sondern – zusammen mit dem Motiv in der Fensterlaibung – als Szenen einer allgemeinen Opferung. In den erhaltenen Beispielen der mittelalterlichen Buchmalerei folgen auf das Gastmahl mit dem Tanz der Salome zunächst die Hinrichtung und anschließend die Übergabe des Hauptes durch Salome an ihre Mutter Herodias. Hier beginnt die Bilderzählung links mit der vom Henker bereits im Gefängnis vollzogenen Enthauptung; von dem Engel am linken Bildrand sind nur die Umrisse und ein großer Flügel zu sehen; der kleine, fliegende Engel daneben überbringt die personifizierte Seele des Johannes zu Christus. Rechts folgt die Szene mit dem Festmahl: Herodias und Herodes sitzen am prächtig gedeckten Tisch; beide tragen eine Krone mit kugelartigen Verzierungen; von Herodes sind nur Teile der Krone und seine Füße auf dem für Herrscher vorbehaltenen Fußschemel (Suppedaneum) zu sehen. Der von links hinzutretenden Diener präsentiert das Haupt des Johannes auf einer Schale. Rechts wirbelt die auf den Zehenspitzen tanzende Salome mit Bändern.
Aus diesen Einzelmotiven hat Eva Mongi-Vollmer in ihrer Untersuchung von 2000 als übergeordneten Gedanken die allgemeine Bedeutung der Opferung herausgefunden, und zwar sowohl in der Zelebration der Opferung Christi am Altar der Kapelle als auch in der Einheit von Fresken und Altar. Diese Sicht wird deutlich, wenn der Betrachter sich zunächst an der vertikalen und der horizontalen Achse der Komposition orientiert:
In der vertikalen Achse ist das Himmlische dargestellt (von oben): Christus, die Hand Gottes mit dem Licht des Fensters und darunter der Altar, der das Heiligste am irdischen Ort repräsentiert.
In den Bildern der horizontalen Achse kann eine Wertung des Opfers gesehen werden, wenn man die einzelnen Szenen als von Christus aus gesehen rechts oder links betrachtet: Rechts befindet sich jeweils die gute Seite mit der richtigen Opfergabe und links die schlechte Seite mit der verwerflichen Gabe; ebenso wird unterschieden in die richtigen und die falschen Empfänger. Beispiele hierfür sind:
auf der rechten Seite (von Christus aus gesehen) Abel und Johannes der Täufer, dagegen auf der linken Seite Kain und Herodes mit seinem Gefolge.

## Datierung des Kapellenbaus
In der älteren Forschung wurden die Bauzeit der Kapelle und die Ausführung der Wandmalerei zunächst auf den Zeitraum zwischen 850 und 900 datiert.
Die 1993 von Matthias Untermann durchgeführten bauarchäologischen Untersuchungen haben eine Bauzeit der Kapelle zwischen 950 und 1050 nahegelegt. Dagegen deuten die bis 2000 bearbeiteten Vergleiche der Einzelformen der Kapelle durch Eva Mongi-Vollmer auf eine zeitliche Einordnung in das 10. und 11. Jahrhundert hin. Dazu stellt Valerie Schoenenberg im Jahr 2010 fest, es lägen kaum gut datierbare Vergleichsbeispiele vor. Sie fasst als Ergebnis zusammen, plausible Gründe für eine Datierung der Kapelle in das 10. Jahrhundert oder früher seien nicht gefunden worden; der Kapellenbau sei von kunstgeschichtlicher Seite nicht überzeugend datierbar; eine schlüssige Datierung könnte sich bestenfalls über weitere Bodenaufschlüsse ergeben.
Zum Abschluss ihrer Untersuchung deutet Valerie Schoenenberg an, bei einer Neubewertung der Baustruktur könnte in den ausgegrabenen Fundamenten nicht nur eine Vorhalle gesehen werden, sondern ein mit der Kapelle verbundener Westturm; denn das Fundament korrespondiert mit den 1993 erkannten Ausbruchspuren in der Westfassade. Demnach könnte der bis ins erste Obergeschoss reichende Baukörper durch eine Holz- oder Fachwerkbauweise fortgesetzt worden sein, um als Turm mit Glockenstuhl zu dienen; das würde mit der spätestens seit 1579 gebräuchlichen Bezeichnung als Kapelle auf dem Glöcklehof übereinstimmen, die ja bereits vor Errichtung des barocken Dachreiters mit Glocke allgemein verbreitet war. Für diese Annahme spricht auch die Tatsache, dass Kirchen mit im Westen an das Langhaus anschließendem Turm im mittelalterlichen Breisgau weit verbreitet waren.

## Datierung der mittelalterlichen Wandmalerei
Eine genauere Datierung der erhaltenen Malerei ist schwierig, weil nur die Vorzeichnung der ursprünglichen farbigen Ausmalung erhalten ist. Wegen fehlender Beispiele für Vorzeichnungen zu zeitgenössischer Wandmalerei musste weitgehend auf Vergleichsbeispiele aus der Buchmalerei zurückgegriffen werden.
Die 1950 von Hermann Gombert vorgeschlagene Datierung der Wandmalerei auf die Zeit zwischen 950 und 1050 wurde 1971 von Willi Werth korrigiert auf die Periode von 1025 bis 1050 mit der Begründung, die Wandmalerei sei von einer Hand geschaffen, die den ottonischen Buchmalereien der Liuthargruppe der Reichenau nahegestanden habe, während ein direkter künstlerischer Einfluss von St. Gallen nicht zu erkennen sei. Josef und Konrad Hecht kamen in ihrer 1979 erschienenen Untersuchung zu dem Ergebnis, dass sowohl die karolingischen als auch die ottonischen Datierungsvorschläge nicht begründet seien, sondern dass aufgrund der ikonographischen Einordnung der Johannespassion eine Entstehung dieser Malerei in der Mitte des 12. Jahrhunderts wahrscheinlicher sei. 1997 hat Dagmar Zimdars die Entstehungszeit um 1000 und spätestens um 1050 wieder bestätigt mit der Einschränkung, auch diese Zeitangabe sei fraglich. Eva Monig-Vollmer schließt sich im Jahr 2000 nach Abschluss der maltechnologischen Untersuchungen von 1998 dem Datierungsvorschlag von Willi Werth an, gibt jedoch zu bedenken, dass die im ottonischen Stil gehaltenen Malereien nicht tatsächlich in ottonischer Zeit entstanden sein müssen, sondern noch vom ottonischen Repertoire gezehrt haben können, was zurzeit nicht abschließend beurteilt werden könne. Ohne auf die Untersuchungen von Eva Monig-Vollmer einzugehen, hat Christian Waszak auf Grund seiner Stilanalyse von 2008 eine Datierung der Wandmalerei in Bad Krozingen in das erste Drittel des 10. Jahrhunderts vorgeschlagen, fußend auf einem Vergleich mit den neuesten Datierungen für die Wandmalereien in St. Georg (Reichenau-Oberzell) (um 896) und in der Sylvesterkapelle (Goldbach) am Bodensee (nach 940).